# Distretto di Long Dien
Il distretto di Long Dien (vietnamita: Long Điền) è un distretto (huyện) del Vietnam che nel 2019 contava 118.862 abitanti.
Occupa una superficie di 77 km² nella provincia di Ba Ria-Vung Tau. Ha come capitale Long Dien.